# Jan de Hartog
Jan de Hartog (Haarlem, 1914. április 22. – Houston, 2002. szeptember 22.) holland drámaíró, regényíró és alkalmi társadalomkritikus, aki az 1960-as évek elején az Egyesült Államokba költözött és kvéker lett.

## Fiatalkora
Jan de Hartog 1914-ben született egy holland kálvinista lelkész és teológiai professzor, Arnold Hendrik és felesége, Lucretia de Hartog gyermekeként, aki a középkori misztika előadója volt. A hollandiai Haarlemben nevelkedett.
Amikor 10 éves volt, megszökött, hogy egy holland halászhajó fedélzetén legyen kabinosfiú. Annak ellenére, hogy apja hazavitte de Hartogot, 12 éves korában megszökött egy balti-tengeri gőzösre.
16 évesen az amszterdami Kweekschool voor de Zeevaartba, a holland kereskedelmi tengerészképzőbe járt.
1932-ig az amszterdami kikötői rendőrségnél éjszakánként szenet lapátolt.
Miközben az amszterdami csatornákon egy kirándulóhajó kapitányaként dolgozott, krimiket írt, amelyekben Gregor Boyarski felügyelő, az amszterdami kikötői rendőrség munkatársa szerepelt. Az „F. R. Eckmar” álnevet használta.
Színházi karrierje az 1930-as években kezdődött az amszterdami Városi Színházban, ahol színészként játszott és darabot írt.

## II. világháború
1940 májusában, 10 nappal azelőtt, hogy a náci Németország megszállta és elfoglalta Hollandiát, de Hartog kiadta Hollands Glorie (Hollandia dicsősége, angolra Captain Jan címmel fordították) című könyvét.
A regény az óceánjáró vontatóhajók tengerészeinek életét írta le, akik óceánjárókat mentettek. A könyv Hollandiában bestseller lett. De Hartog csatlakozott a holland ellenálláshoz, de a nácik üldözték, és 1943-ban Amszterdamban bujkálásra kényszerítették. Angliába menekült. Könyve a háborús évek legkelendőbb regénye lett Hollandiában.
1943-ban belépett a holland kereskedelmi haditengerészethez tudósítóként, majd hajóskapitányként szolgált, amiért megkapta a holland „Érdemkeresztet”.
Jan de Hartog tapasztalatai olyan könyvek hátteréül szolgáltak, mint a The Captain és a Stella. A Stellából a The Key című film készült, Sophia Loren, Trevor Howard és William Holden főszereplésével.

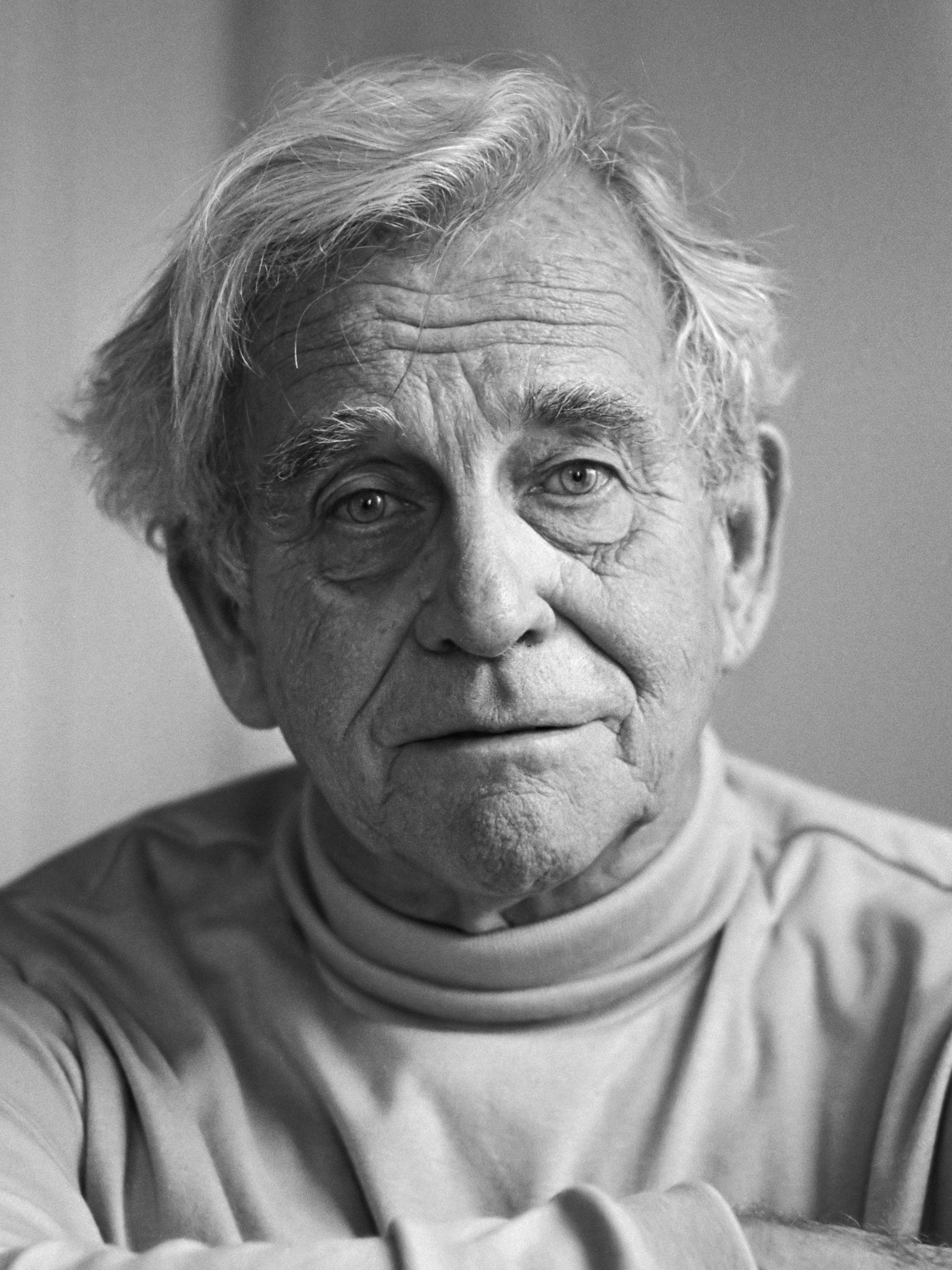
Jan de Hartog 1984-ben

## Háború után
Hollands Glorie című könyvét 1947-ben lefordították angolra Captain Jan címmel. Az Egyesült Királyságban maradva de Hartog elkezdte angolul írni könyveit, kezdve a The Lost Sea (1951) című regénnyel, amely fiktív beszámoló volt a hajó fedélzetén szerzett tapasztalatairól.
1952-ben, amikor New Yorkban járt, találkozott egy színdarabbal, amelyet még a háború alatt, bujkálás közben írt, és amelynek jogait Angliában eladta. A darab címe The Fourposter volt, amelyért de Hartog megkapta a legjobb színdarabnak járó Tony-díjat a hatodik alkalommal megrendezett Tony Awards Show-n. A Columbia Pictures részben animációs filmet készített a The Fourposterből, Rex Harrison és Lilli Palmer főszereplésével. A filmet Golden Globe-ra és Oscar-díjra jelölték operatőri munkájáért. 1966-ban a The Fourposter című musicalből készült az I Do! I Do!. A darabot eredeti címmel 1974-ben mutatták be a Theatre New Brunswick színházban.
De Hartog és felesége egy 90 láb hosszú holland hajót alakítottak át lakóhajóvá, amelyet otthonukká tettek. Az 1953-as hollandiai árvíz idején a Rival úszó kórházzá alakult át, amelyről de Hartog a The Little Ark-ban írt.

## Költözés Amerikába
Az 1950-es években de Hartog egy teherhajó fedélzetén a texasi Houstonba vitte a Rival-t.
Miközben de Hartog a Houstoni Egyetemen drámaírásról tartott előadást, feleségével együtt önkéntesként dolgozott a Jefferson Davis Megyei Kórházban.
De Hartog a kórházban uralkodó rossz körülményekről The Hospital (1964) című non-fiction memoárjában írt. A könyv országos, de helyi visszhangot is kapott: a megjelenését követő egy héten belül közel négyszáz polgár jelentkezett önkéntesnek a kórházba. A Harris megyei kórházi körzet létrehozásával a város rászoruló egészségügyi ellátórendszerének reformjához vezetett. Az országos siker ellenére Houston polgárainak egy része ellenségesen reagált a könyvre, ami arra kényszerítette de Hartogot és feleségét, hogy visszatérjenek Európába.
1967-ben megírta The Captain című regényét, amelyben újra felelevenítette a tenger iránti szeretetét, és amelynek központi figurája egy Martinus Harinxma nevű, lazán saját magáról mintázott főszereplő, aki először Az elveszett tengerben (The Lost Sea, 1951) tűnt fel. A könyv sikert aratott, és Martinus több folytatásban is központi szereplőként élt tovább.
Mielőtt elkezdett volna dolgozni a Martinus-sorozat második kötetén, de Hartog az 1969-ben megjelent The Children című művében megírta két lánya örökbefogadásának élményét, akik koreai háborús árvák voltak. Megírta a Barátok Vallásos Társaságának eredetéről szóló fiktív beszámolót, The Peaceable Kingdom: An American Saga (A békés királyság: Egy amerikai saga) című könyvét 1972-ben. Nobel-díjra jelölték, majd nyolc évvel később követte egy kvéker regény, The Lamb's War (A bárány háborúja, 1980).
1985-ben a Whittier College tiszteletbeli Doctor of Humane Letters (L.H.D.) címet adományozott neki.
A Martinus-sorozat következő könyvét, a The Commodore-t 1986-ban adta ki, miközben az angliai Somersetben, East Cokerben (The Walled Garden) élt, majd ezt követte a The Centurion (1989), amely egy olyan érdeklődési körét vizsgálta, amelybe ő és felesége is belekeveredett, a jóslást.
1993-ban de Hartog és felesége visszatért Houstonba. Visszatért a kvéker témához, hogy 1992-ben megírja a sorozat utolsó darabját, a The Peculiar People (Különös emberek) címűt.
De Hartog utolsó teljesen befejezett regénye The Outer Buoy: A Story of the Ultimate Voyage (A külső bója: A végső utazás története) 1994-ben.
1996-ban de Hartogot a Holland Filmfesztivál éves „Special Guest”-jeként tüntették ki.
2002-ben Jan de Hartog 88 éves korában meghalt. Hamvait egy vontatóhajó, a SMITWIJS SINGAPORE vitte ki a tengerre, és felesége, Marjorie és fia, Nick 13.10 órakor LT 52.02.5 N – 04.05.0 E pozícióban szórták szét a tenger felszínén, miközben a család többi tagja virágokat helyezett el a helyszínen.
2007-ben Marjorie de Hartog szerkesztette a férje által elkezdett novellát, A View of the Ocean (Kilátás az óceánra) címmel.

## Munkái

### Könyvek

#### Fikció
- Hollands Glorie, roman van de zeesleepvaart (holland nyelven). Amsterdam: Elsevier (1940. június 17.). ISBN 978-9089180100. OCLC 21744141 The Lost Sea, 1st (angol nyelven), New York: Harper & Brothers (1951. június 17.). ISBN 978-0848809829. OCLC 1578246
- The Distant Shore: A Story of The Sea, 1st (angol nyelven), New York: Harper & Brothers (1951. június 17.). ISBN 978-0689103735. OCLC 1152924887 (also published as Stella and The Key)
- The Little Ark, Illustrated by Joseph Low, 1st (angol nyelven), New York: Harper & Brothers (1954. június 17.). ISBN 978-0689103735. OCLC 436092774
- Captain Jan: A Story of Ocean Tugboats, 1st (angol nyelven), Cleaver-Hume Press (1954. június 17.). OCLC 31766673
- The Spiral Road, 1st (angol nyelven), Harper & Brothers (1957. június 17.). ISBN 978-0892440924. OCLC 355524
- The Inspector (1960)  ISBN 0-88411-069-9
- The Artist (1963)
- The Captain (angol nyelven). New York: Atheneum (1966. január 1.). ISBN 978-0933852839. OCLC 18383264
- The Peaceable Kingdom: An American Saga (1971) ISBN 0-449-21773-6
- The Lamb's War, 1st (angol nyelven), New York: Harper & Row (1979. június 17.). ISBN 978-0060109950. OCLC 1145733594
- The Trail of the Serpent ISBN 0-06-039018-2
- Star of Peace (1983) ISBN 0-06-039029-8
- Het Helig Experiment (1983)
- The Commodore: A Novel of the Sea, 1st (angol nyelven), New York: Harper & Row (1986. május 1.). ISBN 978-0060390419. OCLC 12023922
- The Centurion: A Novel (1989)  ISBN 0-06-039094-8
- The Peculiar People (1992) ISBN 0-679-41636-6
- The Outer Buoy: A Story of the Ultimate Voyage, 1st (angol nyelven), New York: Pantheon Books (1994. november 1.). ISBN 978-0679436041. OCLC 1036812867
- The Flight of the Henny
- The Call of the Sea

##### Történetek
- Mission to Borneo in Volume 30 - Summer 1957
- Duel with a Witch Doctor in Volume 31 - Autumn 1957
- The Artist, Reader's Digest Condensed Books - Summer Selections, 1st (angol nyelven), Pleasantville, New York: Reader's Digest Association, 11–77. o. (1963. január 1.). OCLC 4553306
- The Captain, Reader's Digest Condensed Books - Winter Selections, 1st (angol nyelven), Pleasantville, New York: Reader's Digest Association, 135–287. o. (1967. június 17.). OCLC 8902706

#### Non-fiction
- A Sailor's Life, 1st (angol nyelven), New York: Harper (1956. június 1.). ISBN 978-9997500595. OCLC 948813805
- Waters of the New World: Houston to Nantucket, Drawings by Jo Spier., 1st (angol nyelven), New York: Atheneum (1961. június 17.). OCLC 1646142
- The Hospital, 1st (angol nyelven), New York: Atheneum (1964. január 1.). ISBN 978-0971832206. OCLC 391640
- The Sailing Ship, Drawings by Jo Spier., 1st, The Odyssey library (angol nyelven), Odyssey Press (1961. június 17.). OCLC 1012409
- The Children: A Personal Record For the Use of Adoptive Parents, 1st (angol nyelven), New York: Hamilton (1969. június 17.). ISBN 978-0241016220. OCLC 28911
- A View of the Ocean, 1st (angol nyelven), New York: Pantheon Books (2007. november 27.). ISBN 978-0375424700. OCLC 255792171 (released posthumously)

#### Magyarul
- Wandelaar kapitány. Regény (Hollands glorie) – Szöllősy, Budapest, 1942 · Fordította: Székely László
- Stella (Stella) – Magvető, Budapest, 1966 (Albatrosz könyvek) · Fordította: Kócsvay Margit
- A gyilkos és a lány (De maagd en de mordenar) – Magvető, Budapest, 1970 (Albatrosz könyvek) · Fordította: Imre Katalin
- Isten után az első (Star of peace) – Európa, Budapest, 1989 · ISBN 9630749009 · Fordította: Forinyák Éva

### Adaptációk

#### Filmek
The Four Poster (1952) – 1hr 43min – Directed by Irving G. Reis
- Based on the play The Fourposter.
- Won Venice International Film Festival — Volpi Cup for Best Actress (Lilli Palmer)
- Nominated for a Golden Globe for Best Cinematography — Black and white (Hal Mohr(wd))
- Nominated – Best Cinematography (Black-and-White) at the 26th Academy Awards (Hal Mohr(wd))

The Key (1958) – 2hrs 1 min – Directed by Carol Reed
- Based on the novel Stella
- with William Holden and Sophia Loren
- Won a British Academy Award for Best British Actor (Trevor Howard)

The Spiral Road (1962) – 2hrs 25min – Directed by Robert Mulligan
- Based on the novel of the same name.
- starring Rock Hudson and Burl Ives(wd)

Lisa (1962) – 1hr 52min – Directed by Philip Dunne
- Based on the novel, The Inspector
- Released as The Inspector in the United Kingdom
- starring Dolores Hart(wd), Stephen Boyd and Donald Pleasence
- Nominated for a Golden Globe for "Best Picture – Drama"

The Little Ark (1972) – 1hr 40min – Directed by James B. Clark
- Based on the novel of the same name.
- Nominated – Best Original Song ("Come Follow, Follow Me") at the 45th Academy Awards (Marsha Karlin and Fred Karlin(wd))

#### Televízió
- The Fourposter (Play on TV) (1955) – 1hr 30min – Directed by Clark Jones and aired on NBC, July 25, 1955, as an episode of the 'Producers' Showcase Series' whose tagline reads "Bringing the best of Broadway to the 21-inch screen".
- The Four Poster, 1964 Australian TV play directed by James Upshaw(wd)

## Fordítás
- Ez a szócikk részben vagy egészben  a   Jan de Hartog című angol Wikipédia-szócikk fordításán alapul.  Az eredeti cikk szerkesztőit annak laptörténete sorolja fel. Ez a jelzés csupán a megfogalmazás eredetét és a szerzői jogokat jelzi, nem szolgál a cikkben szereplő információk forrásmegjelöléseként.